# Renata Chmelová
Renata Chmelová (* 17. února 1971 Praha) je česká politička a manažerka, v letech 2016 až 2022 senátorka za obvod č. 22 – Praha 10, od roku 2014 zastupitelka a v letech 2018 až 2022 starostka městské části Praha 10.

## Osobní život
Renata Chmelová žije v Záběhlicích v Praze 10 a má dvě děti.

## Vzdělání a profesní život
V letech 1984 až 1988 studovala obor automatizační technika na Střední průmyslové škole elektrotechnické V úžlabině v Praze 10.
Mezi lety 1989 a 1990 pracovala jako operátorka grafického informačního systému v Útvaru hlavního architekta hl. m. Prahy, v letech 1990 až 1994 pak v marketingu ve velkoobchodu výpočetní technikou ELKO. V letech 1994 a 1995 se věnovala výzkumu médií ve společnosti AISA media (dceřiná společnost výzkumné agentury AISA) a v letech 1996 až 1997 byla marketingovou manažerkou v akciové společnosti PragoData. V roce 1997 nastoupila do firmy Asseco Solutions, v níž byla do roku 2001 manažerkou partnerské sítě a pak rok obchodní ředitelkou a místopředsedkyní představenstva dceřiné společnosti. V roce 2002 následovala plánovaná péče o děti. Do práce se vrátila v roce 2009 a rok byla asistentkou vývojového ředitele Asseco Solutions.
V letech 2011 a 2012 působila jako výkonná ředitelka ekologické organizace Arnika. Od roku 2015 jako OSVČ koordinátorkou participačních projektů.

## Občanský aktivismus
V letech 2012 až 2014 byla koordinátorkou nezávislé občanské iniciativy Společně pro Desítku. Od roku 2009 je také koordinátorkou občanského sdružení Trojmezí.

## Politické působení
V komunálních volbách v roce 2014 byla zvolena zastupitelkou městské části Praha 10 jako nezávislý lídr kandidátky „VLASTA – koalice občanů Prahy 10, KDU-ČSL a LES“. Byla členkou kontrolního výboru zastupitelstva městské části a komise územního rozvoje a komise bytové politiky rady městské části.
Ve volbách do Senátu PČR v roce 2016 kandidovala jako nestraník navržený KDU-ČSL za koalici „Chmelová do senátu – Vlasta: občané Prahy 10, KDU-ČSL a LES s podporou Pirátů a Desítky pro domácí“ v obvodu č. 22 – Praha 10, zahrnujícím městské části Praha 10 (bez Vinohrad), Dubeč a Štěrboholy. Se ziskem 22,80 % hlasů postoupila z prvního místa do druhého kola, v němž porazila poměrem hlasů 57,45 % : 42,54 % kandidáta TOP 09 a hnutí STAN Jiřího Holubáře a stala se senátorkou.
V komunálních volbách v roce 2018 obhájila post zastupitelky městské části Praha 10 jako nezávislá lídryně kandidátky "VLASTA – koalice občanů Prahy 10, KDU-ČSL, STAN a Desítky pro domácí". V listopadu 2018 byla zvolena starostkou městské části Praha 10. Dne 27. června 2022 byla však zastupitelstvem MČ Praha 10 z funkce starostky Prahy 10 odvolána. Hlavním důvodem mělo být její údajné napojení na odvolaného náměstka primátora Prahy Petra Hlubučka, který je stíhán v korupční kauze Hlubuček.
Ve volbách do Senátu PČR v roce 2022 obhajovala svůj mandát v obvodu č. 22 – Praha 10 jako nestranička s podporou Zelených, STAN, LES a SEN 21. V prvním kole skončila druhá s podílem hlasů 24,35 %, a postoupila tak do druhého kola, v němž se utkala s kandidátem koalice SPOLU (tj. ODS, KDU-ČSL a TOP 09) Janem Pirkem. V něm však prohrála poměrem hlasů 39,55 % : 60,44 %, a mandát senátorky se jí tak nepodařilo obhájit.
V komunálních volbách v roce 2022 obhájila mandát do zastupitelstva Prahy 10 z 2. místa kandidátky subjektu „VLASTA a STAN s podporou KDU-ČSL“. který získal 18,76 % hlasů a stal se tak druhým nejúspěšnějším.